# الإبادة الجماعية للعرب السنة في العراق
كانت هناك مزاعم بأن الميليشيات الشيعية العراقية المدعومة من إيران، بدعم من الحكومة المركزية العراقية، ارتكبت إبادة جماعية ضد العرب السنة في العراق. بدأت هذه المزاعم بعد غزو العراق عام 2003، عندما هيمنت الفصائل الشيعية المدعومة من إيران على الحكومة العراقية. وتزايدت هذه التقارير خلال الحرب الأهلية العراقية (2006-2008) والحرب في العراق (2014-2017) ضد تنظيم الدولة الإسلامية (داعش). كما قامت قوات البيشمركة والأسايش بـ"ملاحقة واحتجاز وتعذيب" العرب السنة العراقيين.

## تاريخ
في أعقاب غزو العراق عام ٢٠٠٣ وتطبيق قوانين اجتثاث البعث، أُقيل آلاف المهنيين العرب السنة في جميع أنحاء العراق من مناصبهم. بعد غزو عام ٢٠٠٣، ازداد عزل العرب السنة عن بقية العراق. قبل الغزو، كان العراق خاضعًا لهيمنة العرب السنة سياسيًا لأكثر من ٨٠ عامًا، وقد أدى انتهاء هيمنة العرب السنة إلى اندلاع العديد من الثورات المسلحة فورًا بعد غزو عام ٢٠٠٣.
في 12 أغسطس/آب 2007، دعا أبرز سياسي سني في العراق، عدنان الدليمي، الدول العربية إلى وقف ما أسماه "حملة إبادة جماعية غير مسبوقة" تشنها الميليشيات الشيعية المدعومة من إيران. 
بعد سقوط حكومة سلطة الائتلاف المؤقتة، عززت الفصائل الشيعية المدعومة من إيران سلطتها على الحكومة العراقية بسرعة. وبعد صعود الأحزاب الإسلامية الشيعية، ساد الشك بين السنة على نطاق واسع بأنهم موالون للنظام السابق أو متمردون. وبدأت الميليشيات الشيعية المدعومة من إيران بتشغيل فرق موت استهدفت العرب السنة بالخطف والتعذيب والإعدام بذريعة عمليات مكافحة الإرهاب. وفي المدن ذات التركيبة السكانية المختلطة، مثل بغداد، تعرضت أحياء سنية بأكملها للتطهير العرقي.
تعرض رجال الدين السنة والسياسيون وزعماء العشائر والمدنيون العاديون للقتل المستهدف والاعتقالات غير القانونية والتعذيب. وبينما اشتهر سجن أبو غريب في البداية بانتهاكات الجيش الأمريكي للسجناء، سُلِّم لاحقًا إلى الحكومة العراقية واشتهر بانتهاكات مماثلة. وتعرض المعتقلون السنة بانتظام لانتهاكات مختلفة، بينما تُرك المعتقلون الشيعة وشأنهم.
بعد أن استولى تنظيم الدولة الإسلامية بسرعة على مناطق كبيرة ذات أغلبية سنية مثل الموصل والرمادي والفلوجة، اشتبهت الحكومة العراقية أكثر في أن العرب السنة يدعمون الجماعات المتطرفة. وبعد هزيمة تنظيم الدولة الإسلامية، وضع الجيش العراقي والميليشيات الشيعية المتحالفة معه سكانًا سنة بأكملها تحت عقاب جماعي. حُرمت عائلات أعضاء داعش المشتبه بهم من التوثيق، وهُجِّروا جماعيًا، ومنعوا من العودة إلى منازلهم، حتى عندما لم تكن لديهم أي صلة معروفة بأنشطة داعش. نفذت ميليشيات قوات الحشد الشعبي عمليات إعدام خارج نطاق القضاء ونهب وتدمير ممتلكات السنة، وغالبًا دون محاسبة من الحكومة العراقية. وتشير التقديرات إلى أن حوالي 22000 عراقي سني قُتلوا بين عامي 2014 و2016 وسط عنف طائفي، بينما فرت آلاف العائلات من منازلها. بحلول عام 2017، دمرت قوات الحشد الشعبي 345 منزلًا سنيًا إلى الغرب من الموصل بعد استعادتها من داعش، وهو ما ذكرته هيومن رايتس ووتش بأنه "لم يكن له أي ضرورة عسكرية ظاهرة" وربما يكون مؤهلاً لاعتباره جرائم حرب. وعلاوة على ذلك، دعت هيومن رايتس ووتش الولايات المتحدة والدول الغربية الأخرى التي سلحت العراق ضد داعش إلى استخدام نفوذها لإجبار الحكومة العراقية على التحقيق في مزاعم جرائم الحرب وانتهاكات حقوق الإنسان والتجاوزات ضد العرب السنة. ووفقًا لمنظمة العفو الدولية، فقد عملت الميليشيات الشيعية "بإفلات تام من العقاب" فيما يتعلق بجرائم الحرب التي ارتكبتها ضد السنة، ردًا على هجمات تنظيم الدولة الإسلامية. ويرجع هذا في المقام الأول إلى تأكيد رئيس الوزراء العراقي نوري المالكي على أن العرب السنة لديهم موقف إيجابي تجاه داعش. في جرف الصخر، تعرض السكان السنة للتطهير العرقي لإنشاء منطقة عازلة أمنية بين الأنبار والمدينتين المقدستين الشيعيتين النجف وكربلاء، حيث هُدم 3000 منزل سني وتهجير 7000 أسرة سنية ولم يُسمح لهم بالعودة. في محافظة نينوى، دخلت الميليشيات اليزيدية العديد من المستوطنات العربية السنية وبدأت في ذبح المدنيين انتقامًا للإبادة الجماعية اليزيدية. قامت الميليشيات التركمانية الشيعية في طوز خورماتو بمضايقة واختطاف واحتجاز وتعذيب وقتل المدنيين العرب السنة، بينما نهبت ودمرت منازلهم، بالإضافة إلى منع عودة السكان العرب السنة في طوز خورماتو وكركوك. شاركت الميليشيات التركمانية الشيعية في تدمير كبير لمنازل وممتلكات العرب السنة. وزعمت العديد من جماعات حقوق الإنسان والمخبرين المحليين أن تدمير منازل العرب السنة على يد الميليشيات التركمانية الشيعية أظهر أنماطًا من الجهود الرامية إلى تغيير التركيبة السكانية بشكل دائم. كما استهدفت ميليشيات الشبك المدنيين العرب السنة انتقامًا لجرائم تنظيم الدولة الإسلامية ضد الشبك.
خلال الحرب ضد تنظيم الدولة الإسلامية، حدثت موجات نزوح إضافية، حيث نزح ما يصل إلى 1.5 مليون عربي سني بحلول عام 2018، وظل الكثير منهم في المخيمات أو مُنعوا من العودة إلى مجتمعاتهم السابقة. بعد عام 2003، قُتل عشرات الآلاف من السنة على يد الميليشيات الشيعية في اشتباكات طائفية. توفي أكثر من 20 ألف سني من عام 2006 إلى عام 2007 وحده، مع تزايد الأعداد بالآلاف على مر السنين. انخفض العنف في عام 2017 وتوقف إلى حد كبير بحلول عام 2018.
غالبًا ما رفض زعماء العرب الشيعة مظالم السنة واعتبروها مبالغًا فيها أو غير شرعية، مُصوّرين مطالبهم على أنها محاولات لإحياء الحنين إلى حزب البعث. قدّم زعماء الأكراد دعمًا محدودًا في ساحة المعركة، لكنهم ترددوا في تقديم مساعدة واسعة النطاق للعرب السنة بسبب اضطهاد صدام حسين لهم. أدانت المنظمات الدولية، بما فيها الأمم المتحدة، العنف الطائفي والعقاب الجماعي، لكن تدخلاتها كانت محدودة النطاق والتأثير.
ذكر تقرير وزارة الخارجية الأمريكية السنوي حول الحريات الدينية الدولية في عام 2022 أن العرب السنة يمثلون حوالي 90٪ من جميع السجناء في الاحتجاز غير القانوني المزعوم في العراق، بما في ذلك 9000 صدرت عليهم أحكام الإعدام. في عام 2023، صرح رئيس البرلمان العراقي محمد الحلبوسي أن الميليشيات المدعومة من إيران والتي تدعم الحكومة العراقية اختطفت وأعدمت الآلاف من الرجال والفتيان العرب السنة بين عامي 2013 و2017. وصرح المحلل المعارض أحمد المحمود أن "الحلبوسي أكد فعليًا أن الحكومة العراقية انخرطت في إبادة جماعية طائفية ضد شعبها، العرب السنة".
ذكر تقرير نشرته وكالة اللجوء التابعة للاتحاد الأوروبي عام 2020 أن العرب السنة العراقيين تعرضوا للتعذيب و"أشكال أخرى من سوء المعاملة" بسبب اسم العائلة أو الانتماء القبلي أو منطقة المنشأ، كشكل من أشكال "العقاب الجماعي والوصم من قبل القوات الحكومية والجماعات المسلحة الأخرى والمجتمع".